# Quartz (album)
Quartz è l'album di debutto del gruppo heavy metal britannico Quartz, pubblicato nel 1977 per l'etichetta discografica Jet Records.

## Il disco
L'album è stato prodotto dal chitarrista dei Black Sabbath (per i quali i Quartz avevano intrapreso un tour come gruppo di supporto) Tony Iommi, il quale ha collaborato anche alle registrazioni dell'album introducendo alcune parti di flauto e assoli di chitarra. Alle registrazioni dell'album ha partecipato anche il cantante Ozzy Osbourne, allora compagno di gruppo di Iommi, che ha registrato alcune parti vocali di accompagnamento, e il chitarrista dei Queen Brian May, nelle vesti di chitarrista solista nel brano Circles, che non sarà però pubblicato nell'album bensì nel singolo del brano Stoking the Fires of Hell.
L'album, ripubblicato nel 1980 con il nome di Deleted (con una copertina diversa dall'originale, di colore marrone), è stato rimasterizzato in CD e pubblicato nel gennaio del 2004 sotto l'etichetta discografica Sanctuary Records. La ristampa dell'album (che torna per l'occasione ad acquisire il nome originale) contiene alcune tracce bonus tra cui la stessa Circles.

## Lista tracce[4]
1. Mainline Riders - 3:37
2. Sugar Rain - 4:45
3. Street Fighting Lady - 4:44
4. Hustler - 4:42
5. Devil's Brew - 3:41
6. Smokie - 1:09
7. Around and Around - 4:58
8. Pleasure Seekers - 3:54
9. Little Old Lady - 4:31

## Formazione
- Mike Taylor - voce
- Mick Hopkins - chitarra
- Derek Arnold - basso
- Malcolm Cope - batteria
- Geoff Nicholls - tastiere, chitarra

### Collaboratori[3]
- Tony Iommi - flauto, chitarra
- Ozzy Osbourne - voce secondaria
- Brian May - chitarra solista in Circles[5]